# فاولر ارين
فاولر ارين (بالإنجليزية: Fuller Warren)‏ هو محامي وسياسي أمريكي، ولد في 3 أكتوبر 1905 ببلونتستاون في الولايات المتحدة، وتوفي في 23 سبتمبر 1973 بميامي في الولايات المتحدة. حزبياً، نشط في الحزب الديمقراطي. وقد انتخب حاكم ولاية فلوريدا ‏ (4 يناير 1949 – 6 يناير 1953).

## روابط خارجية
- فاولر ارين على موقع إن إن دي بي (الإنجليزية)